# Дорога в Марокко
«Дорога в Марокко» (англ. The Road to Morocco) — музыкальная кинокомедия режиссёра Дэвида Батлера с участием Бинга Кросби, Боба Хоупа и Дороти Ламур. Третья часть цикла-гепталогии «Дорога на…», снятая киностудией Paramount Pictures (США) в 1942 году.

## Сюжет
Два товарища Джефф (Кросби) и Орвилл (Хоуп) в результате кораблекрушения, которое было случайно спровоцировано ими неосторожным курением около порохового склада, оказываются на пустынном африканском берегу. Добравшись на верблюде до ближайшего города, они с аппетитом обедают в небольшом ресторанчике, хотя не имеют ни цента в кармане. Джефф отлучается и возвращается с двумя сотнями долларов. Он признаётся, что только-что продал Орвилла в рабство незнакомцу, чтобы рассчитаться за обед, но обещает в самое ближайшее время выкупить товарища.
Через неделю Джефф неожиданно для себя разыскивает Орвилла не за рабским трудом, а в покоях принцессы Шалмар (Ламур), которая выкупила того и даже планирует выйти за него замуж. Причиной неожиданной метаморфозы стало предсказание придворных астрологов. Познакомившись с Джеффом, принцесса пересматривает свой выбор и соглашается отправиться в США и там выйти за него замуж. Орвилл же вынужден довольствоваться обществом Маймы — девушки из свиты.
Бывший жених принцессы шейх Муллай Касим (Куинн) со своими воинами похищает Шалмар и увозит в пустыню, где, разбив свой лагерь, готовится к пышной свадьбе. Джефф и Орвилл тайно пробираются туда и, поссорив воинов Касима с охранниками другого шейха прибывшего на свадьбу, в завязавшейся потасовке освобождают принцессу Шалмар и Майму. Обе пары влюблённых возвращаются на корабле в США. Однако очередная выходка Орвилла — курение в пороховом складе, — приводит к очередному кораблекрушению. На обломках лайнера измождённые путешественники добираются до Нью-Йорка.
Фильм имел альтернативный финал. Джефф и Орвилл вступали в морскую пехоту США, на фоне этой сцены шла надпись: «Увидимся по дороге в Токио!».

## В ролях
- Бинг Кросби — Джефф
- Боб Хоуп — Орвилл
- Дороти Ламур — принцесса Шалмар
- Энтони Куинн — шейх Муллай Касим
- Дона Дрейк — Михирма
- Владимир Соколов — Хайдер Хан

В титрах не указаны
- Гарри Кординг — воин
- Блу Вашингтон — раб-нубиец
- Леон Беласко — Юзеф
- Сай Кендалл — владелец торговой лавки

## Признание и критика
Фильм был номинирован на премию «Оскар» за лучший оригинальный сценарий и лучший звук, но наград не получил. В 1996 году картина включена в Национальный реестр фильмов США. Также она входит в списки 100 самых смешных американских фильмов за 100 лет по версии AFI под № 78 и 100 лучших песен из американских фильмов за 100 лет по версии AFI под № 95. Вообще песня «(We’re Off on the) Road to Morocco», как и ряд других музыкальных номеров из фильма («Constantly», «Moonlight Becomes You»), широко известны и часто исполняются до настоящего времени.
Член Ассоциации кинокритиков Лос-Анджелеса, профессор Эмануил Леви утверждает, что многие его коллеги рассматривают картину как лучшую серию цикла. При этом обозреватель «National Catholic Register», например, при этом подчёркивал факт, что это не более, чем развлекательное кино с предписанными жанром рамками: 

Третий из широко известных «дорожных» фильмов <…> и, пожалуй, лучший. Беззаботный и нелепый, непростой, но без чрезмерно сложного сюжета. Он должен был бы стать точкой в дорожных фильмах, пока они не опустились до пародии на самих себя. 
Отдельно необходимо упомянуть мнение американского учёного-арабиста Джека Шахи́на (Jack Shaheen), который считает, что фильм «Дорога в Марокко» переполнен стереотипами и предубеждениями как ни одна другая картина из созданных в Голливуде.

## Культурное влияние
См. Медиафраншиза «Дорога на…»